# Шагренова кожа
Шагренова кожа (La Peau de chagrin, френско произношение: [la po də ʃaɡʁɛ̃], Магическата кожа или Кожа от диво магаре; на български е преведено като „Шагренова кожа“, като peau – означава кожа, а chagrin – мъка, скръб, печал, т.е. имплицитно може да се тълкува и като „Кожа на скръбта“) е роман от 1831 година от френския писател и драматург Оноре дьо Балзак (1799 – 1850). Действието на романа се развива в началото на 19 век в Париж и в него се разказва историята на млад мъж, който намира магическо парче кожа шагрен, която изпълнява всяко негово желание. За всяко изпълнено желание обаче, кожата свива размера си и изразходва част от своята физическа енергия. Шагренова кожа принадлежи към Философски етюди, група от Балзаковата поредица от романи, Човешка комедия.
Преди книгата да е завършена, Балзак предизвиква интерес към нея, чрез публикуване на серия от разкази и фрагменти от историята в няколко парижки списания. Въпреки че закъснява с 5 месеца с предаването на ръкописа, той е успял да генерира значителен интерес, така че романът е разпродаден веднага след издаването му. Един месец по-късно е издадено второ издание, което включва серия от 12 други „философски приказки“.
Въпреки че романът използва фантастични елементи, неговият основен фокус е реалистичен портрет на крайностите на буржоазния материализъм. Прочутото Балзаково внимание към детайла е използвано за описание на игрална зала, антикварен магазин, кралски банкет и други места в града. Той включва и детайли от собствения си живот на прохождащ писател, поставяйки главния герой в дом, подобен на обитавания от него в началото на литературната си кариера. Централната тема на Шагренова кожа е конфликтът между желанията и дълголетието. Магическата кожа представлява жизнената сила на собственика, която се изчерпва след всяко изразяване на волята, особено когато тя се използва за придобиване на власт. Без да обръща внимание на предупрежденията на антикваря, който му дава кожата, героят алчно се обгражда с богатство, но в края на историята се озовава нещастен и грохнал.
Шагренова кожа твърдо утвърждава Балзак като значим писател във Франция. Неговият социален кръг се разширява значително и той е търсен с нетърпение от издателите за бъдещи проекти. Книгата служи като катализатор за поредица от писма, които той разменя с полската баронеса Евелина Ханска, която по-късно става негова съпруга. Романът вдъхновява Гизелхер Клебе за операта Смъртоносни желания.

## Предистория
Оноре дьо Балзак започва да получава признание като писател едва през 1830 г. Въпреки че неговите родители се опитват да го убедят да се посвети на правото, през 1819 той обявява, че иска да стане писател. Майка му е смутена, но заедно с баща му се съгласяват да му осигурят малък доход при условие, че ще се посвети на писането и ще им предава половината от брутния доход, получен за публикувана творба. След като се премества в малка стая близо до Библиотека дьо л'Арсенал в Париж, Балзак в продължение на година пише без успех. Разочарован, той се прибира при семейството си в предградието Вилпаризи и взема от тях пари назаем, за да преследва по-нататък своите литературни амбиции. Той прекарва следващите няколко години, пишейки прости комерсиални романи, които публикува под различни псевдоними. Част от своя доход той поделя с родителите си, но към 1828 той все още им дължи 50 000 франка.
Под собственото си име той публикува за пръв път през 1829 г. Шуани, роман за роялистките сили в Бретан, няма търговски успех, но прави Балзак известен в литературните кръгове. Той постига значителен успех по-късно същата година, когато публикува Психология на брака, трактат върху институцията на брака. Окуражен от популярността си, той жъне още слава, като публикува разкази и есета в списанията Ревю дьо Пари, La Caricature и La Mode. По този начин си създава връзки в издателската индустрия, които по-късно му помагат да получи отзиви за своите романи.
По онова време френските литературни апетити за фантастични истории са се изострили след превода от 1829 година на сборника на немския писател Е.Т.А. Хофман Фантастични приказки; готическата белетристика на англичанката Ан Радклиф и романа на френския автор Жул Жанен от 1829 L'Ane Mort et la Femme Guillotinée (Мъртвото магаре и гилотинираната жена). Въпреки че планира роман в същия дух, Балзак не харесва термина „фантастичен“, определяйки го веднъж като „вулгарната програма на жанр, в неговия първи прилив на новаторство, но износен прекалено много от обикновена злоупотреба с думата“.
Междувременно политиката и културата на Франция преживяват катаклизъм. След като царува в продължение на шест бурни години, Шарл X е принуден да абдикира по време на Юлската революция през 1830. Той е заменен от Луи-Филип, който нарича себе си „крал на французите“ (вместо обичайното „крал на Франция“) в опит да се разграничи от Стария режим. Юлската монархия води до утвърждаване на буржоазните отношения, в които Балзак вижда дезорганизация и слабо лидерство.

## Написване и издаване
Заглавието Шагренова кожа се появява за първи път на 9 декември 1830, като бегло споменаване в статия, която Балзак пише за La Caricature под псевдонима Алфред Кудрьо. Личният му бележник съдържа следната бележка, вероятно писана по същото време: „L'invention d'une peau qui représente la vie. Conte oriental.“ („Откриването на кожа, която представлява живота. Ориенталска приказка.“) Една седмица по-късно той публикува фрагмент от историята, озаглавен „Последният наполеон“ в La Caricature, под името „Анри Б...“. В него млад мъж губи последния си наполеон в парижка игрална зала, след това отчаян се отправя към Моста Роаял, за да се удави. На този ранен етап, Балзак не мисли за крайния резултат. Определя сюжета като "част от задълбочени безсмислици в литературен смисъл, но в които [авторът] се стреми да представи някои ситуации от собствения си труден живот, през които гениалните хора са преминали преди да постигнат каквото и да е". Не след дълго обаче той подобрява мнението си за темата.
До януари 1831 Балзак е предизвикал достатъчен интерес към идеята си, което му позволява да сключи договор с издателите Шарл Гослен и Юрбен Канел. Те се съгласяват на 750 копия на едно издание на осмини, срещу възнаграждение от 1,125 франка платими на автора срещу предаването на ръкописа – до средата на февруари. Балзак предава романа през юли.
През изминалите месеци обаче, той предоставя свидетелства за непостоянния си напредък. Два допълнителни фрагмента се появяват през май, част от схема за „промотиране“ на книгата преди нейното издаване. „Разврат“, публикуван в Revue des deux mondes, описва един необуздан празник, който включва постоянни шеги и спорове между буржоата, участващи в него. Друг фрагмент, „Самоубийството на един поет“, е отпечатан в Revue de Paris; в него се говори за трудностите на един набеден поет, докато се опитва да компенсира липсата на средства. Въпреки че трите фрагмента не са били свързани в последователен разказ, Балзак цитира герои и сцени от романа, който пише.
Забавянето в издаването на романа е резултат от активния социален живот на Балзак. Той прекарва много нощи на вечеря в домовете на приятели, включително романиста Йожен Сю и неговата любовница Олимп Пелисие, както и феминистичната писателка Жорж Санд и нейният любовник Жул Сандо. Балзак и Пелисие имат кратка афера и тя става първата любовница, с която той се появява в обществото. В крайна сметка той се премества от Париж и отива с приятели в предградията, където се посвещава на довършване на творбата. В края на пролетта той позволява на Санд да прочете почти завършения ръкопис; тя го харесва и предвижда, че ще бъде приет добре.
Най-накрая, през август 1831, Шагренова кожа: Философска приказка е издадена в два тома. Тя пожънва търговски успех и Балзак използва своите връзки в парижката периодика, за да бъде отразена книгата нашироко. Романът се продава бързо и в края на месеца е подписан друг договор: Балзак трябва да получи 4000 франка за публикуването на 1200 допълнителни копия. Това второ издание включва поредица от 12 други истории с фантастични елементи и е публикувано под заглавието Romans et contes philosophiques (Философски романи и приказки). Трето издание, предназначено да довърши колекцията от четири тома, се появява през март 1833.

## Резюме
Шагренова кожа се състои от три раздела: „Le Talisman“ („Талисманът“), „La Femme sans cœur“ („Жената без сърце“), и „L'Agonie“ („Агонията“). Първото издание е съдържало „Предговор“ и „Поука“, които обаче са премахнати от следващите версии. В края на последния раздел на две страници се появява „Епилог“.
„Талисманът“ започва със сюжета на „Последният наполеон“: млад мъж, на име Рафаел дьо Валантен, залага последните си пари и ги губи, след което отива към река Сена, за да се удави. По пътя обаче решава да влезе в един необикновен магазин и вътре намира любопитни предмети от цял свят. Възрастният продавач го отвежда до парче шагрен (вид кожа), висящо на стената. Той е щампован с „ориенталски“ надпис; възрастният мъж го определя като „санскрит“, но всъщност това е неточен арабски. Кожата обещава да изпълни всяко желание на своя собственик, свивайки се по малко след изпълнението на всяко искане. Магазинерът е склонен да даде на Валантен парчето кожа без пари, но го приканва да не приема офертата. Валантен отхвърля предупрежденията на магазинера и взема кожата, пожелавайки си кралско пиршество, пълно с вино, жени и приятели. Той е посрещнат незабавно от негови познати, които го канят на такова събитие; те прекарват часове в ядене, пиене и разговори.
Част втора, „Жената без сърце“, е разказана като ретроспекция от гледната точка на Валантен. Той се оплаква на своя приятел Емил за първите му дни като учен, живота в бедност с една възрастна хазайка и нейната дъщеря Полин, докато безуспешно се опитва да спечели сърцето на една красива, но надменна жена на име Федора. В своето начинание той е наставляван от един по-възрастен мъж на име Йожен дьо Растиняк, който го окуражава да се потопи в света на висшето общество. Възползвайки се от добротата на своите хазайки, Валантен маневрира из приятелския кръг на Федора. Неспособен да спечели обичта ѝ, той се превръща в отчаяния и мизерстващ мъж от началото на „Талисманът“.
„Агонията“ започва няколко години след празника от части първа и втора. Валантен, който е използвал талисмана, за да си осигури огромен доход, открива, че здравето му и кожата се стопяват. Ситуацията го кара да изпадне в паника, ужасен, че бъдещите желания ще ускорят края на живота му. Той организира дома си по начин, по който да избегне възможността да пожелае каквото и да е: слугата му, Жонатас, организира храната, дрехите и посетителите с прецизна регулярност. Събитията извън контрола му, го карат да пожелава най-разнообразни неща, което кара кожата да се смалява още повече. Отчаян, болният Валантен се опитва да намери начин да разшири кожата и предприема пътуване до минералните бани на Мон Дор с надеждата да възстанови своята жизненост.
Когато кожата достига размерите на листо от зеленика, той е посетен от Полин в неговата стая; тя изразява любовта си към него. Когато тя научава истината за шагреновата кожа и нейната роля в смъртта на Рафаел, тя е ужасена. Рафаел не може да контролира желанието си за нея (Полин) и тя се втурва в съседната стая, за да му се изплъзне и да спаси живота му. Той тропа по вратата и заявява своята любов и своето желание да умре в ръцете ѝ. Междувременно тя се опитва да се самоубие, за да го освободи от желанието. Той разбива вратата, те консумират своята любов в огнени моменти на страст, и той умира.

## Стил
Въпреки че Балзак предпочита термина „философски“, романът има фантастична основа. Кожата предоставя един свят от възможности на Валантен и той го използва, за да задоволи множество желания. Предизвикан на дуел, за да даде пример, той обяснява, че не е необходимо нито да избегне изстрела на противника си, нито да използва своето собствено оръжие; изходът е неминуем. Той стреля без замисляне и убива другия човек мигновено. На друго място, свръхестествените качества на кожата са демонстрирани, когато тя устоява на усилията на двама учени (химик и физик) да я разпънат.
Това включване на фантастичното обаче е преди всичко рамка, чрез която авторът дискутира човешката природа и обществото. Един критик предполага, че „историята би била в голяма степен същата и без него“. Балзак е използвал свръхестествени елементи в комерсиалните романи, които публикува под псевдоним, но тяхното присъствие в Шагренова кожа сигнализира за повратна точка в неговия подход на използване на символизма. От една страна, той е използвал фантастични предмети и събития в своите ранни творби, те са били предимно прости сюжетни точки или усложнени инструменти за съспенс. В Шагренова кожа, от друга страна, талисманът представлява душата на Валантен; в същото време, неговата смърт е символ на голям социален упадък. Реалният фокус на Балзак в романа от 1831 са силата на човешкото желание и същността на обществото след Юлската революция. Френският писател и критик Фелисиан Марсо дори предполага, че символизмът в романа позволява един по-чист анализ, отколкото индивидуалните казуси от другите романи на Балзак; пренасяйки анализа на едно абстрактно ниво, той става по-малко сложен от вариациите на индивидуалните персоналности. Като един обикновен човек, Валантен показва основните характеристики на човешката природа, а не някакъв специфичен подход към дилемата, предлагана от кожата.
В предговора на първото издание на романа, Балзак размишлява върху полезността на фантастичните елементи: "[Писателите]" изнамират истината чрез аналогия или те виждат обекта, който ще описват, независимо дали обектът идва към тях или те отиват към обекта ... Имат ли хората силата да пренесат вселената в своите мозъци или именно техният мозък е талисманът, с който те надскачат законите на времето и пространството?" Критиците са съгласни, че целта на Балзак в Шагренова кожа е първата.

### Реализъм
Романът е широко цитиран като важен ранен пример на реализма, с който Балзак се прочува. Описанията на Париж са един от примерите: романът е пълен с реални места, включително Пале Роаял и катедралата Нотр Дам. Разказът и героите се позовават многократно на изкуството и културата, от операта на Джоакино Росини – Tancredi до статуята на Венера Милоска.
Третият параграф на книгата съдържа дълго описание на процеса и целта, които стоят зад ритуала в игралната зала, където „законът те ограбва, като ти взема дори и шапката в самото начало“. Атмосферата на заведението е описана в подробности, започвайки от лицата на играчите та чак до „мазните“ тапети и покривката „износена от триенето на златото“. Акцентът върху парите, пресъздаден на първите няколко страници – и контраста с грохналите околности – отразява темите в романа за социална организация и икономически материализъм.
Сливането на реалистични детайли със символно значение продължава, когато Валантен влиза в антикварния магазин; магазинът сам по себе си представлява отделна планета. Докато той скита, той обикаля света, чрез реликвите от различните епохи: „Всяко парче от земята изглежда е представено с някой отделен фрагмент за своето значение, някой пример за своето изкуство.“ Магазинът има картина на Наполеон; Мавърски ятаган; Татарски идол; портрети на холандски бургмайстори; бюст на Цицерон; древноегипетска мумия; една етруска ваза; Китайски дракон; и стотици други обекти. Панорамата на човешката дейност достига морално разклонение когато магазинерът отвежда Валантен до портрета на Рафаело – Иисус Христос. Той не го разубеждава да изостави своята цел; но веднага след като намира кожата, Валантен се отказва от своята самоубийствена мисия. По този начин той демонстрира човешкото предпочитание на егото над божественото спасение.

### Начално изображение
В началото на романа, Балзак включва изобранение от романа на Лоурънс Стърн от 1759 – Тристрам Шанди: крива линия, начертана във въздуха от герой, който иска да изрази свободата, на която се радва „докато човек е свободен“. Балзак никога не обяснява целта, която стои зад използването на този символ и неговото значение за Шагренова кожа е обект на дебати и спорове. В своя всеобхватен преглед на Човешка комедия, Herbert J. Hunt свързва „серпентинната завъртулка“ с „криволичещия дизайн“ на романа на Балзак. Критикът Martin Kanes, обаче предполага, че изображението символизира невъзможността на езика да изрази напълно една идея. Тази дилема, предлага той, е директно свързана с конфликта между волята и знанието, отбелязани от магазинера в началото на романа.

## Темите в романа

### Автобиография
Балзак се разравя в своя собствен живот за подробности за първите части на Шагренова кожа, и той вероятно моделира протагониста Рафаел дьо Валантен спрямо себе си. Подробностите, които Валантен дава за своя беден живот са автобиографични алюзии за ранните дни на Балзак като автор: „Нищо не би могло да бъде по-грозно от тази таванска стая (мандарда), очакваща своя учен, с нейните мръсни пожълтели стени и миризма на бедност. Покривът се спуска със стръмен наклон и небето може да се види през пукнатините на керемидите. Има място за легло, маса, няколко стола, а под най-високата точка на тавана може да се помести и пиано.“ Въпреки че допускат известна степен на разкрасяване, биографите и критиците са единодушни, че Балзак пише от собствен опит.
Други части от историята също произтичат от живота на автора: Балзак веднъж присъства на празненство, дадено от Маркиз дьо Ла Марисмас, който планира да започне издаването на вестник – същата ситуация, в която се озовава Валантен, след като изразява първото си желание към талисмана. По-късно, Валантен посещава операта, въоръжен с мощен набор от очила, който му позволява да наблюдава всеки недостатък на жените на сцената (за да се предпази от желание). Това също може да произтича от опита на Балзак, който веднъж пише в едно свое писмо за чифт „божествени“ очила за опера, които той поръчва от Парижката обсерватория.
По-значима е връзката между жените в романа и жените в живота на Балзак. Някои критици отбелязват важни прилики между усилията на Валантен да спечели Федора със заслепението на Балзак от Олимп Пелисие. Сцената, в която Валантен се скрива в спалнята на Федора, за да я наблюдава как се съблича, се счита, че идва от подобна ситуация, в която Балзак тайно наблюдава Пелисие. Възможно е и обаче Пелисие да не е прототип на Федора, понеже тя приема опитите за сближаване на Балзак и му пише приятелски писма; Федора, от друга страна, заявява че е извън обсега, на който и да е заинтересован любовник. Критиците са съгласни, че „Жена без сърце“, описана в романа, е сборен образ на други жени, които Балзак познава. Междувременно, образа на Полин, много вероятно е повлиян от друга от любовниците на Балзак, Лор дьо Берни.

### Vouloir, pouvoir, and savoir
В началото на книгата, магазинерът обсъжда с Валантен „великата тайна на човешкия живот“. Тя се състои от три думи, които Балзак предава с главни букви: VOULOIR („искам, желая“), POUVOIR („мога“), и SAVOIR („знам“). Желанието, обяснява той, ни поглъща; властта (или, в един от преводите, „да държиш здраво своите желания“) ни разрушава; а знанието ни утешава и успокоява. Тези три концепции формират философската основа на романа.
Талисманът обединява тези поучения в теорията на витализма; физически той представлява жизнената сила на своя притежала и намалява своя размер с всяко проявено желание. Магазинерът се опитва да предупреди Валантен, че най-мъдрият път лежи не в упражняването на волята или печеленето на власт, а в развитието на разума. „Какво е лудостта“, пита той Валантен, „ако не излишъка от желания и власт?“ Завладян от възможностите, които кожата му предлага, младият мъж, хвърля вниманието си на вятъра и дава простор на желанията си. След като грабва талисмана, той заявява: „Искам да живея с излишък“. Едва след като неговата жизнена сила е почти изчерпана, той осъзнава своята грешка: "Изведнъж той беше поразен от факта, че притежаването на власт, без значение колко голяма, не носи със събеси знанието за това как да я използваш ... [той] е имал всички в своя власт, но не е направил нищо."
Желанието, предупреждава Балзак, е деструктивна сила, която само търси да придобие власт, освен ако не е уталожена със знания. Федора също служи като модел на устойчивост на покварата на желанията, доколкото по всяко време тя се стреми да възбуди желания в другите, докато на себе си не позволява същото. Този Валантен е най-щастливият, живеейки в материална нищета в своята малка мансарда – потънал в учене и писане, заедно с добросърдечната Полин, която му се отдава – подчертавайки иронията на неговата мизерия в края на книгата, когато той е заобиколен от плодовете на своите материални желания.

### Общество
Романът екстраполира Балзаковия анализ на желанието от индивида към обществото; той се бои, че светът, подобно на Валантен, губи от поглед пътя си, поради материалния излишък и сбъркани приоритети. В игралната зала, необуздания празник, антикварния магазин и дискусиите с хора на науката, Балзак изследва тази дилема в различен контекст. Жаджата за социален статус, към който Валантен е воден от Растиняк е емблематична на този излишък; величествената, но недостижима Федора символизира удоволствията, предлагани от висшето общество.
Науката не предлага панацея. В една сцена, група доктора предлагат набор от бързоформулирани мнения, причинени от немощта на Валантен. В друга, физик и химик признават поражението след като използват набор от методи в опит да разширят кожата. На всички тези научни подходи им липсва разбиране за истинската криза и затова са обречени на неуспех. Въпреки че е показан само бегло – образът на Христос, нарисуван от съименника на Валантен, ренесансовият художник Рафаело – Балзак е искал да напомни на читателите, че Християнството има потенциала да уталожи смъртоносния излишък. След неуспеха на техните опите да разтегнат кожата, химикът заявява: „Аз вярвам в съществуването на дявола“; „И в това на Господ“, отговаря физикът.

Покварата на излишъка е свързана със социалния безпорядък в описанието на началната и финалната секция на книгата. Физически слаб, въпреки че живее в абсолютен лукс, Рафаел дьо Валантен е описан като притежаващ в очите си на „една извънредна интелигентност“, с която той е в състояние да види „всичко отведнъж“:
Този израз е болезнено да се види ... Това бе бездънният поглед на безсилен човек, който таи желанията дълбоко в сърцето си на скъперник, който мислено се наслаждава на удоволствията, които би могъл да получи срещу парите си, и който се отказва от тях, за да не намали съкровището си; беше като взорът на прикования Прометей, на Низвергнатия Наполеон, научил в Елисейския дворен през 1815 година за стратегическата грешка на неприятеля, молещ се безуспешно да му бъде поверено командуването поне за двайсет и четири часа ...

## Възприемане и завети
Романът се разпродава веднага след като се появява за продажба и е разгледан във всеки значим парижки вестник или списание. В някои случаи Балзак сам пише прегледите (ревютата); използвайки името „Конт Алекс дьо Б-“, той обявява, че книгата е доказала, че той е постигнал „статута на гений“. Независимите прегледи са по-малко разпространени, но също много позитивни. Поетът Емил Дешан хвали ритъма на романа, а религиозният коментатор Шарл Форб Рене дьо Монталамбер посочва одобрително, че той подчертава необходимостта от повече духовност в обществото като цяло. Въпреки че някои критици „наказваха“ Балзак, заради отдаването на негативност, други чувстват, че той просто отразява условията на френското общество. Немският писател Йохан Волфганг фон Гьоте обявява романа за блестящ пример за „неличимата корупция на френската нация“. Критиците спорят дали коментарите на Гьоте са похвала за книгата или не.
Тази буря от публичност предизвиква оживление, като читатели от цяла Франция се втурват да се сдобият с романа. Приятелят на Балзак, и редактор на La Caricature Шарл Филипон пише на автора една седмица след публикуването: „няма спиране заради Шагренова кожа. Grandville трябваше да спре всичко останало, за да я прочете, защото библиотекарите питаха час по час дали е приключил да я чете.“ Приятели от близо и далеч пишат на Балзак, посочвайки техните сходни трудности в снабдяването с книгата. Второто издание е пуснато един месец по-късно и е последвано от пародии и производни творби от други автори. Приятелят на Балзак Теофил Готие е отдал комична почит в своята поредица истории от 1833 година Les Jeunes-France когато, когато по време на пресъздаването на празника от романа на Балзак, героят казва: „Това е моментът, в който се предполага, че трябва да разлея вино по моята жилетка ... така казва, черно на бяло, на страница 171 от Шагренова кожа ... И това е мястото, където трябва да подхвърля във въздуха монета от 100 су, за да видя има ли Бог или не.“
Романът установява Балзак като бележита фигура в света на френската литература. Издателите се борят помежду си, за да издават неговите бъдещи творби, а той става основен стълб в списъците за покани за социални събития в цял Париж. Балзак се гордее с успеха на своя роман и заявява на редактора на списанието L'Avenir, че „Elle est donc le point de départ de mon ouvrage“ („Той е значи отправната точка на моето творчество“). Държаща постоянна популярност дори и след неговата смърт, Шагренова кожа е преиздадена деветнадесет пъти между 1850 и 1880.
Когато той развива своята схема за организиране на всички свои романи и истории в една поредица, озаглавена Човешка комедия, Балзак поставя Шагренова кожа в началото на секцията, озаглавена Études philosophiques („Философски етюди“). Подобно на другите творби в тази категория – включително автобиографичната Луи Ламбер (1832) – той се занимава с философия и свърхестественото. Но той също така изгражда мост към реализма на Études des mœurs („Етюди на нравите“), където са поставени по-голямата част от романите му.

### L'Étrangère
Популярността на романа достига до Украйна, където баронеса Евелина Ханска прочита за романите на Балзак във вестниците, които тя получава от Париж. Заинтригувана, тя поръчва копия от неговите творби и тя ги чете със своите братовчеди и приятели във Волинь. Те са впечатлени от разбирането, което тя показва към жените във Философията на брака, но чувстват, че Шагренова кожа ги изобразява в жестока и коравосърдечна светлина. Ханска пише писмо на Балзак, подписвайки го като L'Étrangère („Странникът“), и го изпраща от Одеса на 28 февруари 1832.
При липсата на обратен адрес, на Балзак не му остава друго, освен да публикува отговора в Gazette de France, с надеждата, че тя ще го забележи. Тя не го прочита, но пише отново през ноември: „Вашата душа обхваща векове, господине; неговите философски концепции изглежда са прод на дълго проучване, отлежало във времето; но на мен ми казаха, че вие сте все още млад. Бих желала да ви познавам, но чувствам, че нямам нужда от това. Аз ви познавам, чрез моите духовни инстинкти; Аз си ви представям по мой собствен начин и чувствам, че ако действително ви погледна, аз незабавно бих възкликнала, 'Това е той!'“
В крайна сметка, тя се разкрива пред него и те започват кореспонденция, която продължава петнадесет години. Въпреки че тя оставя вярна на своя съпруг Вацлав, г-жа Ханска и Балзак се наслаждават на емоционална интимност чрез техните писма. Когато баронът умира през 1841, френският автор започва да търси връзка извън писмата. Те се женят в град Бердичев на 14 март 1850, пет месеца преди той да почине.

### Повтарящи се герои
Въпреки че това е сред първите романи, който той издава със своето собствено име, Балзак не използва герои в Шагренова кожа от негови предишни творби. Той обаче въвежда няколко лица, които изплуват на повърхността в по-късни произведения. Най-значимият от тях е Йожен дьо Растиняк, по-възрастният господин, който наставлява Валантен в покварените пътища на висшето общество. Тридесет страници след началото на писането на неговия роман от 1834 Дядо Горио, Балзак изведнъж задрасква името, което е използвал за героя – Масияк – и вместо него употребява Растиняк. Връзката между обучаващ и обучаем в Шагренова кожа е отразена в Дядо Горио, когато младият Растиняк е напътстван в дебрите на реалната политика от скрития престъпник Вотрен.
Балзак използва образа на Федора в други три произведения, но в крайна сметка я премахва то тях след като решава да заложи на други модели на социалната жена. В по-късни издания на Шагренова кожа, той изменя текста, за да кръсти един от банкерите „Taillefer“, когото той е въвел в Червеният хостел (1831). Също така той използва името Орас Бианшон за един от докторите, свързвайки по този начин книгата с известния лекар, който се появява в тридесет и едно произведения на Човешка комедия. Докторът е изобразен толкова ярко, че самият Балзак, на смъртния си одър, изпраща да повикат доктор Бианшон.
Използването на повтарящи се образи придава на творбите на Балзак сплотеност, последователност и атмосфера, различни от всяка друга поредица от романи. То позволява дълбочиа на характеризирането, което отива отвъд простото разказване или диалог. „Когато героите се появяват отново“, отбелязва критикът Самуел Роджърс, „те не излизат от нищото; те се появяват от интимността на своя частен живот, който, за момент, не ни е позволено да наблюдаваме.“ Въпреки че сложността на живота на тези образи неизбежно води до това Балзак да прави грешки в хронологията и последователността, тези грешки са считани за маловажни спрямо целия мащаб на проекта. Читателите са по-скоро обезпокоени от огромния брой на хората в Балзаковия свят и се чувтсват лишени от важен контекст за героите. Писателят на детективски романи Артър Конан Дойл казва, че никога не се е опитвал да чете Балзак, защото той „не знае откъде да започне“.

### Влияние
Романът на Балзак е адаптиран за либрето за оперета на Гизелхер Клебе от 1959 Die tödlichen Wünsche (Смъртоносни желания). 1977 – 1978 немският композитор Fritz Geißler композира Das Chagrinleder по либрето на Günther Deicke. През 1989 – 1990 руският композитор Юри Ханон написва балет L’Os de chagrin (Шагреновата косте), базиран на текста на Балзак, който включва интермецо за опера със същото име. През 1992 е представен биографичен псевдодокументален във формата на опера филм, базиран на неговата опера L`os de Chagrin.
Романът също така се цитира като възможен източник на влияние върху Оскар Уайлд за неговия роман от 1890 година Портретът на Дориан Грей, въпреки че тази хипотеза е отхвърлена от повечето учени. Протагонистът, Дориан Грей, се е сдобил с магически портрет, който остарява, докато той остава млад завинаги.
През 1960 хърватският аниматор Vladimir Kristl прави кратка анимация озаглавена Šagrenska koža (Шагренова кожа), вдъхновена от Балзаковия роман.
Към края на живота си, австрийският психоаналитик Зигмунд Фройд почувства специална връзка с романа на Балзак, понеже той вярва, че неговият свят се свива както талисмана на Валантен. Диагностициран със злокачествен тумор, Фройд обмисля самоубийство. След препрочитането на Шагренова кожа, той казва на доктора: „Това беше правилната (точната) книга за мен, която трябваше да прочета; тя се занимава със свиването и глада.“ На следващия ден, неговият доктор прилага смъртоносна доза морфин и Фройд умира.
През 2011 френският режисьор Мариан Бадришани поставя адаптация на Шагренова кожа в лондонския Holland Park.